# جبل بيرالبا
بيرالبا  هو أحد جبال الألب الكارنيكية في فينيتو، شمال شرق إيطاليا، على الرغم من أن قمته تبعد بضع مئات من الأمتار فقط عن الحدود النمساوية. يبلغ ارتفاعه 2694 مترًا مما يجعله ثاني أعلى جبل في جبال الكارنيك، بعد جبل كوجليان في إيطاليا. يقع على السلسلة الرئيسية من السلسلة، بين وادي ليساختال النمساوي في الشمال ووادي بيافي الإيطالي في الجنوب. يشبه الجبل كتلة مكعبة ضخمة من الحجر، مع هضبة قمة كبيرة، وقمة الجبل واضحة على بعد أميال من حوله. 

## الحرب العالمية الأولى
كان جبل بيرالبا مسرحًا لمعارك ضارية كجزء من الجبهة الإيطالية. وكان قمة مهمة استراتيجيًا بسبب ارتفاعها وظهورها على المنطقة المحيطة بها، وهضبة قمتها حيث يمكن بناء التحصينات. وحتى اليوم، توجد بقايا من الحرب العظمى على القمة، مثل الكهوف والحصن.